# Proliferació de llicències
S'anomena proliferació de llicències als problemes creats quan es redacten llicències de programari addicionals als paquets de programari. La proliferació de llicències afecta a la comunitat del programari lliure. Sovint, quan un desenvolupador vol combinar parts de diferents programes es troba amb dificultats o amb la total impossibilitat perquè les llicències són incompatibles.
En aquells casos en què, sota dues llicències diferents, és possible combinar fragments del programari per formar un element de programari més gran, es diu que les llicències són compatibles. En la mesura que el nombre de llicències augmenta, augmenta la probabilitat que un desenvolupador de Free and open source software (FOSS) desitgi combinar programari disponible que està comprès per llicències incompatibles. A més, aquest problema representa un augment del cost en què incorren aquelles companyies que volen avaluar cada llicència FOSS dels paquets de programari que utilitzen. En un sentit estricte ningú es manifesta a favor de la proliferació de llicències. El tema sorgeix de la tendència de les organitzacions de redactar noves llicències de programari per atendre les necessitats reals, o que es perceben com a reals, dels productes de programari que produeixen aquestes organitzacions.